# Francis Ronald Reiss

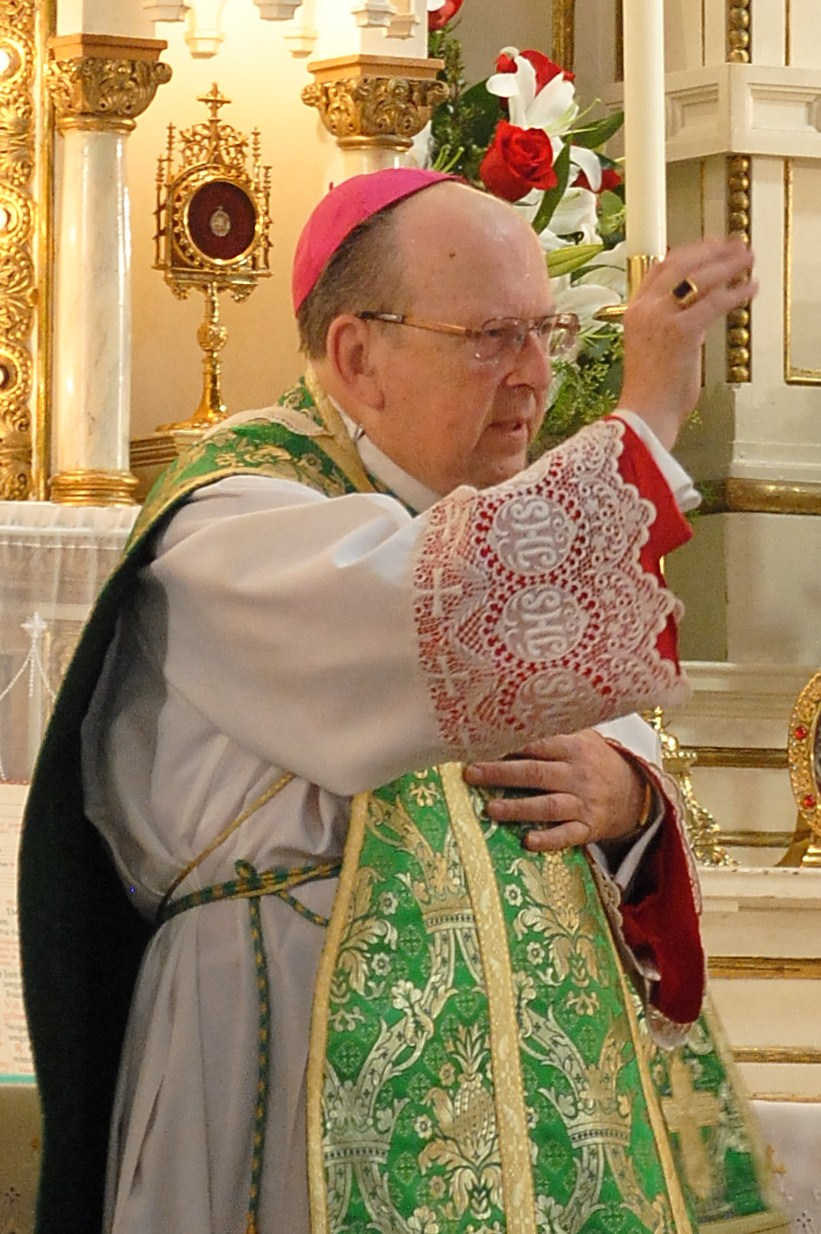
Francis Ronald Reiss (2012)

Wappen von Francis Ronald Reiss

Francis Ronald Reiss (* 11. November 1940 in Detroit, USA) ist ein US-amerikanischer Geistlicher und emeritierter römisch-katholischer Weihbischof in Detroit.

## Leben
Francis Ronald Reiss empfing am 4. Juni 1966 durch den Erzbischof von Detroit, John Francis Dearden, das Sakrament der Priesterweihe.
Am 7. Juli 2003 ernannte ihn Papst Johannes Paul II. zum Titularbischof von Remesiana und zum Weihbischof in Detroit. Der Erzbischof von Detroit, Adam Joseph Kardinal Maida, spendete ihm am 12. August desselben Jahres die Bischofsweihe; Mitkonsekratoren waren der Präsident des Governatorats der Vatikanstadt, Edmund Casimir Kardinal Szoka, und der emeritierte Weihbischof in Detroit, Walter Joseph Schoenherr.
Papst Franziskus nahm am 11. November seinen altersbedingten Rücktritt an.